# 12,8 cm FlaK 40
El 12,8 cm FlaK 40 fue un cañón antiaéreo alemán de la Segunda Guerra Mundial, construido para ser el sucesor del cañón de 88 mm. A pesar de que no fue fabricado en grandes cantidades, fue uno de los cañones AA pesados más efectivos de su época.

## Historia y técnica
El desarrollo del arma comenzó en 1936, cuando Rheinmetall Borsig ganó el contrato. El primer prototipo fue entregado para pruebas a fines de 1937, completándolas exitosamente. El cañón pesaba cerca de 12 toneladas en posición de disparo, siendo necesario retirar el tubo para el transporte. Las limitadas pruebas en servicio mostraron que esto era poco práctico, tanto que en 1938 se consideraron otras soluciones.
La solución final fue simplificar la plataforma de tiro, basada en la suposición de que siempre iba a estar bien atornillada a una base de hormigón. El peso total del sistema era de 26,5 toneladas, haciendo que sea prácticamente imposible trasladarla a campo traviesa. Al final, esto importaba poco, ya que cuando el arma entró en producción en 1942, fue prohibida la fabricación de cañones móviles más grandes de 105 mm. En agosto de 1944 había alrededor de 450 cañones disponibles. Debido a que fueron pocos los cañones construidos, se usaron, además de otros lugares, en torres antiaéreas para proteger Berlín, Hamburgo y Viena. Aproximadamente 200 fueron montados en vagones de tren, proporcionando una movilidad limitada.
El cañón disparaba un proyectil de 27,9 kg a 880 m/s a una altura máxima de 10.700 m. Comparado con el 88, el 128 usaba una carga de pólvora cuatro veces mayor, con el resultado que el proyectil tenía un tiempo de vuelo de solo un tercio del tiempo. Esto hacía que fuera mucho más fácil apuntar a blancos veloces.

## Variantes

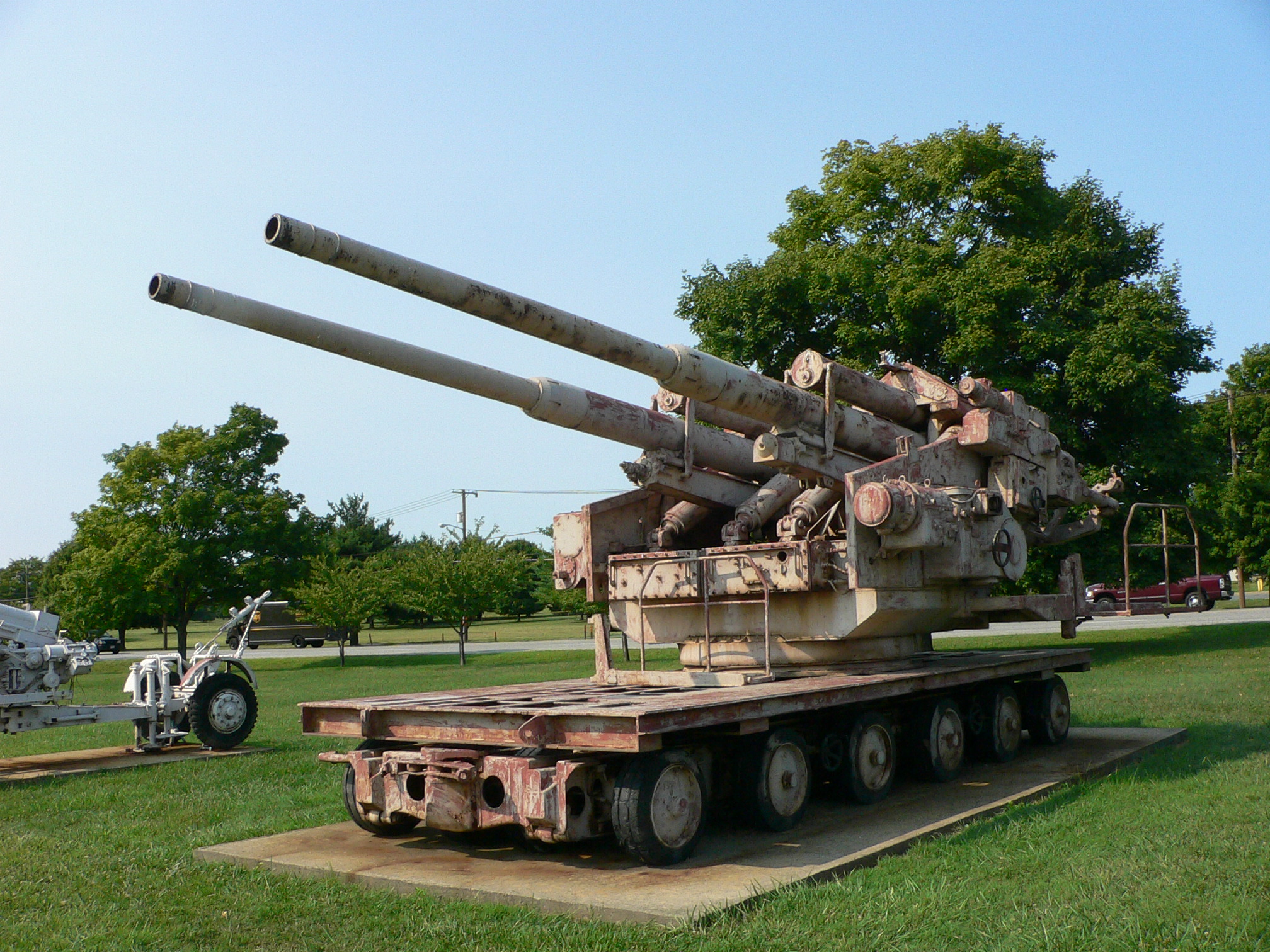
Flakzwilling 40 en el Museo de Armas del Ejército Estadounidense.

- 12,8 cm FlaK 40
- 12,8 cm FlaK 40 Zwilling Montaje antiaéreo doble, con capacidad para disparar 20 proyectiles por minuto.